# Trostansfjörður
Il Trostansfjörður (in lingua islandese: Fiordo di Trostan) è uno dei cinque fiordi che formano i Suðurfirðir (Fiordi meridionali), diramazione dell'Arnarfjörður, situato nella regione dei Vestfirðir, i fiordi occidentali dell'Islanda.

## Descrizione
Il fiordo si trova a sud del Geirþjófsfjörður e a nord del Reykjarfjörður nei Suðurfirðir, che sono una diramazione dell'Arnarfjörður. L'omonima fattoria Trostansfjörður, situata nel fiordo è ora abbandonata.
Il fiordo si estende in lunghezza per meno di 4 chilometri nell'entroterra ed è largo due chilometri e mezzo.
Nel fiordo si estende la valle del Norðdalur, dove cresce un bosco di alberi di sorbo degli uccellatori e nella parte est è presente la betulla.

## Clima
Il clima è di tipo continentale. La temperatura media annuale è di -1 °C. Il mese più caldo è luglio, con una temperatura media di 12 °C, e il più freddo è marzo, con -7 °C.

## Denominazione
In passato il Trostansfjörður veniva chiamato Trosnasfjörður; il nome sembra di origine celtica, e probabilmente deriva da Drostan, un leader religioso celtico particolarmente venerato nell'antica Scozia.

## Accessibilità
Sulla sponda sud-occidentale, la strada S63 Bíldudalsvegur corre tra la valle Bildudalur e la strada S60 Vestfjarðavegur.